# Jiang Xuelian
Jiang Xuelian (chinesisch 蒋雪莲, * 1. Mai 1979 in Chongqing) ist eine ehemalige chinesische Badmintonspielerin, die später für Kanada startete.

## Karriere
Jiang Xuelian gewann 1998 die Hong Kong Open im Damendoppel mit Chen Lin. In der gleichen Saison waren sie auch bei den German Open erfolgreich. Ein Jahr später erkämpfte sie sich mit Bronze bei der Weltmeisterschaft im Doppel, erneut mit Chen Lin, ihren größten Erfolg.

## Sportliche Erfolge
| Veranstaltung | Saison            | Disziplin   | Platz | Name                         |
| ------------- | ----------------- | ----------- | ----- | ---------------------------- |
| 1998          | Hong Kong Open    | Damendoppel | 1     | Chen Lin / Jiang Xuelian     |
| 1998/1999     | German Open       | Damendoppel | 1     | Chen Lin / Jiang Xuelian     |
| 1999          | China Open        | Damendoppel | 3     | Chen Lin / Jiang Xuelian     |
| 1999          | Hong Kong Open    | Damendoppel | 1     | Chen Lin / Jiang Xuelian     |
| 1999          | Dutch Open        | Damendoppel | 1     | Chen Lin / Jiang Xuelian     |
| 1999/2000     | Denmark Open      | Damendoppel | 2     | Chen Lin / Jiang Xuelian     |
| 2000          | Japan Open        | Damendoppel | 3     | Chen Lin / Jiang Xuelian     |
| 2000/2001     | Denmark Open      | Damendoppel | 1     | Chen Lin / Jiang Xuelian     |
| 2001          | Weltmeisterschaft | Damendoppel | 3     | Chen Lin / Jiang Xuelian     |
| 2002          | China Open        | Damendoppel | 3     | Chen Lin / Jiang Xuelian     |
| 2009          | US Open           | Damendoppel | 1     | Huang Ruilin / Jiang Xuelian |
| 2009          | US Open           | Mixed       | 2     | Alvin Lau / Jiang Xuelian    |